# かみちゅ! オリジナル・サウンドトラック
『かみちゅ! オリジナル・サウンドトラック』は、テレビアニメ『かみちゅ! 』のサウンドトラックである。2005年10月26日にアニプレックスから発売された。

## 収録曲
1. 恋の自習時間 [2:50]
2. 君につづく坂道 [3:08]
3. ちゅう学生がゆく! [2:24]
4. バチあたるぞ! [3:13]
5. 恋は、ふしぎ [3:12]
6. 自転車で帰ろう [3:07]
7. 時はゆっくり流れてる [2:15]
8. なんでもありません [3:11]
9. もののけだよ全員集合! [2:34]
10. すこし、ふしぎ [2:43]
11. アイラブユーは川を越えて [1:38]
12. 神々Cガール [3:32]
13. センチメンタル・カントリー・ロマンス [2:08]
14. いつだってお昼寝ちゅう [2:34]
15. あたふた あたふた [1:48]
16. 天国時間 [3:02]
17. 恋の片道フェリー [1:34]
18. 夢色坂道 [2:46]
19. あの夏の坂道 [1:55]
20. ウキウキ寄り道オーマイガッ! [2:43]
21. ちゅう学生がもっとゆく! [2:41]
22. 海はグー!瀬戸内サーフィン天国 [2:04]
23. 晴れのちハレ!（TVバージョン） [1:31]
歌：富田麻帆
作詞：Bee'、作曲：上松範康、編曲：藤田淳平
  - オープニングテーマ
24. アイスキャンディー（TVバージョン） [1:11]
歌：MAKO
作詞：Bee'、作曲・編曲：藤田淳平
  - エンディングテーマ